# The Gold Seekers
The Gold Seekers (o The Gold-Seekers) è un cortometraggio muto del 1910 diretto da David W. Griffith. Di genere drammatico, aveva come interpreti principali Henry B. Walthall, Florence Barker, Anthony O'Sullivan, Francis J. Grandon, Dell Henderson, Kate Bruce, Mack Sennett.

## Trama
Un cercatore d'oro si affanna per anni nel suo lavoro senza ottenere risultati, coinvolgendo nella fatica e nelle pene anche la moglie e il loro bambino. Un giorno, disperato, mentre ha uno scatto d'ira, come per miracolo si rende conto di aver trovato l'oro. Pieno di gioia, corre dalla moglie che gli ricorda di picchettare il giacimento prima di recarsi in città a registrare la scoperta. La famigliola però è spiata da due malviventi che hanno intenzione di derubare il cercatore che resta a guardia della sua scoperta mentre la moglie con il bambino monta a cavallo per recarsi in città. I due furfanti, che sono a piedi, non riescono ad arrivare per primi all'ufficio del registro mentre la donna, appena arriva, si mette in coda nella fila di cercatori che stanno aspettando l'apertura dell'ufficio. I due, allora, improvvisano, raccontando alla donna che vogliono truffare una storia strappalacrime, portandola con l'inganno in una casa lì vicino dove la chiudono dentro insieme al bambino. La donna, dopo aver cercato inutilmente di aprire la porta, riesce a calare dalla finestra il figlio al quale chiede di correre a chiedere aiuto. Soccorsa da due mandriani, la donna corre all'agenzia dove blocca i due malfattori proprio mentre stanno per ottenere la registrazione del giacimento. L'agente, ascoltate le testimonianze degli altri cercatori che, in coda, avevano assistito alla scena, assegna la concessione alla vera proprietaria mentre, nel contempo, sfodera la pistola contro i due ladri.

## Produzione
Il film fu prodotto dalla Biograph Company. Fu girato a Sierra Madre, in California e negli studi di Los Angeles.

## Distribuzione
Distribuito dalla Biograph Company, il film - un cortometraggio in una bobina - uscì nelle sale cinematografiche statunitensi il 2 maggio 1910. Il copyright del film, richiesto dalla casa di produzione, fu registrato il 5 maggio con il numero J141120.